# Palcoscenico (album)
Palcoscenico è un album del cantautore italiano Herbert Pagani, pubblicato dall'etichetta discografica Mama con distribuzione RCA nel 1976.
L'interprete ha partecipato alla stesura dei brani insieme ad altri autori, in particolare Annalena Limentani, che ha firmato tutte le canzoni eccetto Albergo a ore, che è una cover di Les amants d'un jour, del cui testo Pagani ha prodotto l'adattamento in italiano.
Dal disco è stato tratto il singolo Palcoscenico/Concerto per un cane.

## Tracce

### Lato A
1. Palcoscenico
2. Signori presidenti
3. Serenata
4. Il condannato

### Lato B
1. Concerto per un cane
2. La stella d'oro
3. Albergo a ore
4. Da niente a niente